# جبل عمرو (مبين)

تعديل مصدري - تعديل

جبل عمرو هي إحدى قرى عزلة الجبر بمديرية مبين التابعة لمحافظة حجة، بلغ تعداد سكانها 503 نسمة حسب تعداد اليمن لعام 2004.